# Euptoieta valdiviana
Euptoieta valdiviana är en fjärilsart som beskrevs av Philippi 1859. Euptoieta valdiviana ingår i släktet Euptoieta och familjen praktfjärilar. Inga underarter finns listade i Catalogue of Life.